# Eusebius (Konsul 359)
Flavius Eusebius (* vermutlich in Thessalonike) war ein spätantiker römischer Beamter des 4. Jahrhunderts n. Chr. Er war Konsul im Jahr 359.
Eusebius war der Sohn des gleichnamigen Heermeisters Flavius Eusebius, der 347 Konsul gewesen war. Wie dieser und seine Geschwister Eusebia und Hypatius stammte er aus dem makedonischen Thessaloniki. Eusebius’ Karriere begann, nachdem seine Schwester Eusebia 353 den Kaiser Constantius II. geheiratet hatte und ihre Brüder förderte. Um das Jahr 355 wurde er, unterstützt von seiner Schwester, die großen Einfluss auf den Kaiser ausübte, Statthalter von Hellespontus (consularis Hellesponti). 355 besuchte er Antiochia, bevor er weiter nach Bithynien reiste, wo er 356 ebenfalls Statthalter (consularis Bithyniae) wurde. In Antiochia gab ihm der Redner Libanios einige seiner Briefe (epistulae 457–459) mit auf den Weg nach Bithynien, die er dort zustellte.
359 wurde er schließlich gemeinsam mit seinem jüngeren Bruder Hypatius Konsul. Er wird erst 371, in der Regierungszeit des Kaisers Valens, wieder in den Quellen genannt, als er und sein Bruder in Antiochia angeklagt waren, gegen den Kaiser konspiriert zu haben und ihn stürzen zu wollen. Obwohl ihnen nichts nachgewiesen werden konnte, mussten sie eine Geldstrafe zahlen und wurden verbannt. Bald darauf durften sie allerdings bereits zurückkehren; das Geld wurde ihnen zurückerstattet. Wann Eusebius schließlich starb, ist unbekannt.